# بودگا بی (کالیفرنیا)
بودگا بی (به انگلیسی: Bodega Bay) یک منطقهٔ مسکونی در ایالات متحده آمریکا است که در شهرستان سونوما، کالیفرنیا واقع شده‌است. بودگا بی ۳۲٫۴۴ کیلومتر مربع مساحت و ۱٬۰۷۷ نفر جمعیت دارد و ۱۷ متر بالاتر از سطح دریا واقع شده‌است.

## خواهرخوانده
شهر توتما خواهرخواندهٔ بودگا بی، کالیفرنیا هست.